# إنزيم الحمض النووي الريبوزي

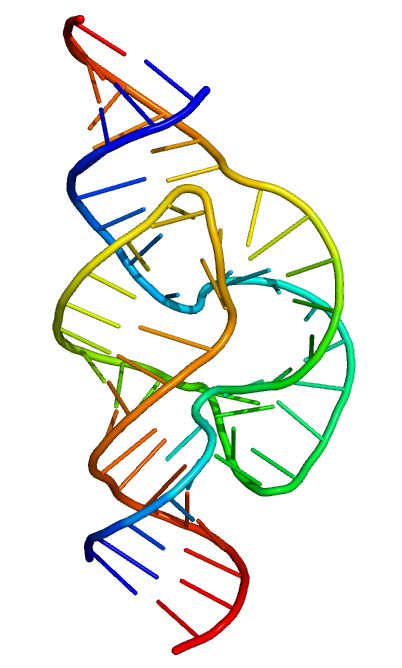
هيكل لرايبوزيم رأس المطرقة

رايبوزيم (بالإنجليزية: ribozyme) أو إنزيم الحمض النووي الريبوزي أو الرنا المحفز (بالإنجليزية: RNA enzyme or catalytic RNA) هو جزيء من الحمض النووي الريبوزي الذي يمتلك بنية خاصة التي تمكنه من تحفيز التفاعل الكيميائي.

## الاكتشاف
قبل الدكتور انانيا ماندال، دكتوراه في الطب
اكتشاف الحمض النووي الريبي بدأ مع اكتشاف الأحماض النووية قبل فريدريك ميسشر في عام 1868، الذي يسمى بالمواد 'nuclein' حيث عثر عليها في النواة.
ويمكن وصف اكتشاف الحمض النووي الريبي زمنياً على النحو التالي؛

## بين 1890 و 1950
- عُثِر على الحمض النووي الريبي يكون اختلافاً واضحا عن الحمض النووي. وهذا لوحظ بحساسيتها تجاه القلوية الناجمة عن مجموعة OH إضافية على الريبوز
- الأحماض النووية كانت معزولة من الكائنات الحية المختلفة
- اقترحت ATP وأنشئ ليكون مصدر الطاقة العامة للخلية واللبنات الأساسية للحمض النووي الريبي
- وكشف التحليل الكيميائي أن الجيش الملكي النيبالي يشاطر ثلاث قواعد الحمض النووي: الأدنين وسيتوزين جوانين. تم اكتشاف اليوراسيل كقاعدة فريدة من نوعها للحمض النووي الريبي بدلاً من الثايمين في الحمض النووي.
- كان في عام 1939 واكتشفت أن دور الجيش الملكي النيبالي في تخليق البروتين.

## بين عام 1951 وعام 1965
- خلال هذا الوقت تم تحديد أنواع الحمض النووي الريبي التي مفيدة في تخليق البروتين. وتم تحديد الحمض النووي الريبي الرسول (مرناً) الحامل للمعلومات الوراثية، نقل الجيش الملكي النيبالي (الحمض الريبي النووي النقال) بوصفها الارتباط المادي بين مرناً والبروتين الريباسي الرنا (الرنا الريباسي) موجودة في ريبوسوم تخليق البروتين.
- تم التعرف على الحمض النووي الريبي بوليميراز وتنقيته.
- سيفيرو أوتشوا فاز بجائزة نوبل في الطب لعام 1959 بعد أن اكتشف كيف يتم تصنيعه في الجيش الملكي النيبالي.
- تسلسل النيوكليوتيدات 77 من الخميرة عثر روبرت دبليو هولي الحمض الريبي النووي النقال في عام 1965. هولي فاز بجائزة نوبل في الطب لعام 1968 لبحثه.
- وشهدت هذه الفترة أيضا اكتشاف الشفرة الجينية أن ثلاث قواعد ترميز فريد للأحماض الأمينية.
- عرف الجيش الملكي النيبالي بوصفها الشفرة الوراثية في بعض الفيروسات.

## بين عامي 1966 و 1975
- تم نقل الكشف متسلسلة وحددت. تم تحديد شكل ورقة البرسيم نموذجي الحمض الريبي النووي النقال.
- علم البلورات رأي x تم استخدامه لمعرفة الشكل من الحمض النووي الريبي
- في عام 1967 كارل وويس العثور على خصائص الحفاز من الجيش الملكي النيبالي، وتكهن بأن أقرب أشكال الحياة تعتمد على الحمض النووي الريبي لحمل المعلومات الوراثية ولتحفيز التفاعلات الكيميائية الحيوية.
- وشهدت هذه الفترة اكتشاف الجيش الملكي النيبالي النسخ المنتسخة العكسية في الحمض النووي. وهذا يعارض العقيدة المركزية التي ذكرت أن الجيش الملكي النيبالي مصنوعة من الحمض النووي وحدها وليس العكس.

## بين عامي 1976 و 1985
- في عام 1976، قرر والتر فيرس وفريقه أول تسلسل النوكليوتيدات كاملة جينوم الفيروس الحمض النووي الريبي، من عاثية MS2
- عُثِر على الربط الجيش الملكي النيبالي. Introns وجد أن الجينات في نسخ هذه المقاطعة، وتم العثور على الحاجة إلى إزالة هذه عن طريق الربط.
- تم العثور على الحمض النووي الريبي كعامل حفاز بيولوجية. واكتشفت «ف رناسي». وادي ذلك إلى الفرضية من الجيش الملكي النيبالي كعنصر «فرضية عالم الحمض النووي الريبي» الوراثية.
- تم اكتشاف مجمعات الجيش الملكي النيبالي، والبروتينات الصغيرة أداء الربط جزيئات مرناً ما قبل.
- تم العثور على سبليسيوسوميس كمجمعات البروتين الحمض النووي الريبي كبير التوسط الربط النووي ما قبل-مرناً

## بين 1986 و 2000
- تم اكتشاف تحرير وإدخال تعديلات على الجيش الملكي النيبالي في الخلية.
- واكتشفت صيانة نهايات الكروموسومات باستخدام قوالب الجيش النيبالي الملكي في تيلوميراسيس.
- وتبين أن إنزيم الرنا أكبر ريبوسوم

## من عام 2000 إلى الآن
- تم اكتشاف جزيئات الحمض النووي الريبي الصغيرة التي يمكن تنظيم التعبير الجيني بإسكات الجينات بوستترانسكريبشونال
- تم العثور على فترة طويلة غير الترميز الجيش الملكي النيبالي الذي ينظم التعبير الجيني. أول واحد يسمى زيست. تم العثور على هذه للتحكم في الظواهر اللاجينيه.
- ريبوسويتشيس تم العثور على ذلك الجين التحكم التعبير
- تم العثور على استخدام المواد الوسيطة في الجيش الملكي النيبالي بالحمض النووي المحمول.

## النشاط

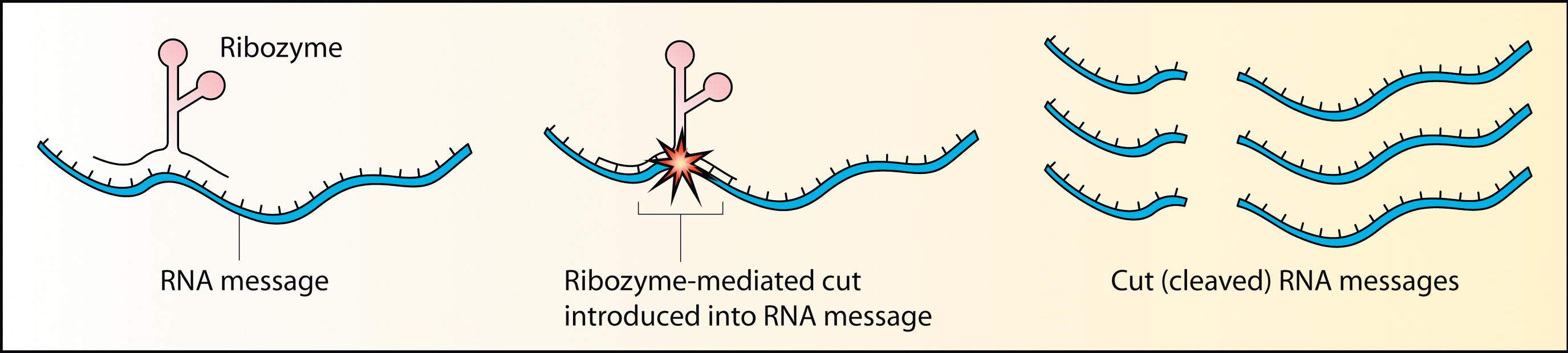
تخطيط يظهر تقسيم أو انشقاق الرايبوزيم للحمض النووي الريبي

## الرايبوزيمات المعروفة
هي ريبوزومات تساعد في عملية الترجمة بحيث تعمل على تحويل نسخة من المعلومة الوراثية (arnm) إلى حمض أميني معين.